# Joseph Reynaerts
Joseph Reynaerts (Seraing, 24 juli 1955 - 5 november 2020), beter bekend onder zijn artiestennaam Reynaert, was een Belgische zanger.
Reynaert vertegenwoordigde België in 1988 op het drieëndertigste Eurovisiesongfestival, gehouden te Dublin, Ierland. Hij werd gedeeld achttiende in een veld met 21 deelnemers. Zijn lied, Laissez briller le soleil, kreeg vijf punten, allemaal van de Franse jury.